# Elecciones generales de Austria de 2017
Las elecciones generales se celebraron en Austria el 15 de octubre de 2017. El líder del partido más fuerte o en una coalición, en su caso, se convierte en Canciller.
El 16 de diciembre, el nuevo gobierno ÖVP-FPÖ fue presentado oficialmente en una conferencia de prensa por Sebastian Kurz y Heinz-Christian Strache. El ÖVP recibirá 8 puestos en el gabinete, mientras que el FPÖ 6. Cada partido recibirá un Secretario de Estado adicional también. El presidente Van der Bellen aprobó el nuevo gobierno y fue juramentado el 18 de diciembre.

## Contexto
Reinhold Mitterlehner renunció el 10 de mayo. El 14 de mayo, el ministro de Relaciones Exteriores y de Integración, Sebastian Kurz, fue elegido por unanimidad como nuevo líder del ÖVP por el comité federal del partido y convocó una elección rápida. Kurz anunció la creación de una lista independiente (pero respaldada por el ÖVP) para las elecciones bajo el nombre de "Lista de Sebastian Kurz - El nuevo Partido Popular", que estaría abierta a expertos no-ÖVP u otras personas interesadas.
El 18 de mayo, la líder del Partido Verde Eva Glawischnig renunció a su cargo, alegando razones familiares y relacionadas con la salud, pero también aumentando la presión política durante los últimos meses tras la expulsión de los jóvenes verdes del partido. El 19 de mayo, el Comité del Partido Verde eligió por unanimidad al actual jefe del partido del Estado de Tirol, Ingrid Felipe, como su nueva líder del partido. Sin embargo, la diputada Ulrike Lunacek fue elegida como candidata del partido para la Cancillería en las elecciones de 2017.
El 14 de junio, el Partido Socialdemócrata (SPÖ) anunció que suspendería una prohibición de 30 años de coaliciones con el FPÖ de extrema derecha bajo ciertas condiciones. La "brújula de valores" del partido incluía un conjunto de requisitos que cualquier socio de la coalición tenía que cumplir, incluyendo una política pro-europea, un compromiso de un salario mínimo de 1.500 € al mes, la igualdad de género y el respeto de los derechos humanos. El 27 de junio, el equipo Stronach anunció que no contendería las elecciones después de que el fundador Frank Stronach decidiera detener todas las contribuciones financieras al partido e indicó su intención de dejar la política.
El 8 de julio, la candidata presidencial independiente de 2016 Irmgard Griss se unió a una alianza electoral con NEOS. A pesar de no ser miembro del partido ya pesar de no participar en sus primarias, se le dio el segundo lugar en la lista de NEOS después de líder del partido Matthias Strolz. Esta medida fue aprobada por un amplio margen entre los delegados en una reunión del partido en Viena.
El 14 de julio, el exlíder del FPÖ en Salzburgo, Karl Schnell, anunció que participaría en las elecciones con una lista titulada "Freie Liste Österreich - Lista Dr. Karl Schnell (FLÖ)". Schnell ya tiene el apoyo de 3 diputados en el parlamento y no tendrá que presentar 2600 firmas para estar en la papeleta electoral.

## Sistema electoral
Los 183 miembros del Consejo Nacional son elegidos por representación proporcional de lista abierta en nueve circunscripciones multi-miembros basadas en los estados (con un tamaño variable de 7 a 36 escaños) y 39 sub-circunscripciones. Los asientos se asignan utilizando el método Hare a nivel de subdistrito electoral y el D'Hondt a nivel federal, con un umbral electoral de 4% o un asiento en uno de los 39 sub-circunscripciones. Los votantes pueden emitir 3 votos de preferencia para sus candidatos preferidos en el nivel federal, estatal y electoral. Los umbrales para un candidato para ascender en la lista son el 7% del resultado del partido del candidato en el nivel federal, el 10% en el nivel estatal y el 14% en el distrito electoral.

## Partidos y listas calificadas

### Partidos y listas representadas en elConsejo Nacional
- Partido Socialdemócrata de Austria (SPÖ)
- Partido Popular Austríaco (Lista Sebastian Kurz - El nuevo Partido del Pueblo, ÖVP)
- Partido de la Libertad de Austria (FPÖ)
- Los Verdes-La Alternativa Verde (Die Grünen)
- NEOS - La Nueva Austria y el Foro Liberal (La Nueva Austria junto con Irmgard Griss, Ciudadanos por la libertad y la responsabilidad, NEOS)
- Liste Peter Pilz
- Partido Libre Salzburgo (FPS)
- Los blancos (WEIßE)

## Encuestas
| Encuestadora                                                                          | Fecha de encuesta | SPÖ                                                                                 | ÖVP                                                                                 | FPÖ                                                                                 | Verdes                                                                              | NEOS                                                                                | PILZ                                                                                | G!LT                                                                                | Otros                                                                               | Ventaja                                                                             |                                                                                     |   |   |   |
| ------------------------------------------------------------------------------------- | ----------------- | ----------------------------------------------------------------------------------- | ----------------------------------------------------------------------------------- | ----------------------------------------------------------------------------------- | ----------------------------------------------------------------------------------- | ----------------------------------------------------------------------------------- | ----------------------------------------------------------------------------------- | ----------------------------------------------------------------------------------- | ----------------------------------------------------------------------------------- | ----------------------------------------------------------------------------------- | ----------------------------------------------------------------------------------- | - | - | - |
| Encuestadora                                                                          | Fecha de encuesta | Meinungsraum.at/GMX                                                                 | 2017-10-09                                                                          | 20                                                                                  | 26.5                                                                                | 28.5                                                                                | 4.5                                                                                 | 7                                                                                   | Otros                                                                               | Ventaja                                                                             | 6                                                                                   | – | 7 | 2 |
| Research Affairs/Österreich                                                           | 2017-10-09        | 23                                                                                  | 33                                                                                  | 27                                                                                  | 5                                                                                   | 6                                                                                   | 5                                                                                   | –                                                                                   | 2                                                                                   | 6                                                                                   |                                                                                     |   |   |   |
| OGM/Kurier                                                                            | 2017-10-05        | 27                                                                                  | 33                                                                                  | 25                                                                                  | 4                                                                                   | 5                                                                                   | 4                                                                                   | –                                                                                   | 2                                                                                   | 6                                                                                   |                                                                                     |   |   |   |
| Research Affairs/Österreich                                                           | 2017-10-04        | 22                                                                                  | 34                                                                                  | 27                                                                                  | 5                                                                                   | 6                                                                                   | 4                                                                                   | –                                                                                   | 2                                                                                   | 7                                                                                   |                                                                                     |   |   |   |
| Market/Standard                                                                       | 2017-10-03        | 23                                                                                  | 33                                                                                  | 25                                                                                  | 5                                                                                   | 5                                                                                   | 6                                                                                   | –                                                                                   | 3                                                                                   | 8                                                                                   |                                                                                     |   |   |   |
|                                                                                       | 2017-09-30        | SPÖ secretario general Niedermühlbichler resiga debido al escándalo Tal Silberstein | SPÖ secretario general Niedermühlbichler resiga debido al escándalo Tal Silberstein | SPÖ secretario general Niedermühlbichler resiga debido al escándalo Tal Silberstein | SPÖ secretario general Niedermühlbichler resiga debido al escándalo Tal Silberstein | SPÖ secretario general Niedermühlbichler resiga debido al escándalo Tal Silberstein | SPÖ secretario general Niedermühlbichler resiga debido al escándalo Tal Silberstein | SPÖ secretario general Niedermühlbichler resiga debido al escándalo Tal Silberstein | SPÖ secretario general Niedermühlbichler resiga debido al escándalo Tal Silberstein | SPÖ secretario general Niedermühlbichler resiga debido al escándalo Tal Silberstein | SPÖ secretario general Niedermühlbichler resiga debido al escándalo Tal Silberstein |   |   |   |
| Unique Research/Heute & ATV Archivado el 29 de septiembre de 2017 en Wayback Machine. | 2017-09-28        | 27                                                                                  | 34                                                                                  | 25                                                                                  | 4                                                                                   | 4                                                                                   | 4                                                                                   | 1                                                                                   | 1                                                                                   | 7                                                                                   |                                                                                     |   |   |   |
| Research Affairs/Österreich                                                           | 2017-09-27        | 24                                                                                  | 33                                                                                  | 26                                                                                  | 5                                                                                   | 6                                                                                   | 4                                                                                   | –                                                                                   | 2                                                                                   | 7                                                                                   |                                                                                     |   |   |   |
| Spectra/OÖN Archivado el 30 de septiembre de 2017 en Wayback Machine.                 | 2017-09-26        | 22                                                                                  | 33                                                                                  | 27                                                                                  | 6                                                                                   | 4                                                                                   | 5                                                                                   | –                                                                                   | 3                                                                                   | 6                                                                                   |                                                                                     |   |   |   |
| Matzka/NEWS                                                                           | 2017-09-22        | 26                                                                                  | 32                                                                                  | 25                                                                                  | 4                                                                                   | 5                                                                                   | 5                                                                                   | –                                                                                   | 3                                                                                   | 6                                                                                   |                                                                                     |   |   |   |
| Unique Research/profil                                                                | 2017-09-22        | 24                                                                                  | 33                                                                                  | 24                                                                                  | 5                                                                                   | 5                                                                                   | 5                                                                                   | 2                                                                                   | 2                                                                                   | 9                                                                                   |                                                                                     |   |   |   |
| OGM/Kurier                                                                            | 2017-09-21        | 26                                                                                  | 33                                                                                  | 25                                                                                  | 5                                                                                   | 5                                                                                   | 4                                                                                   | –                                                                                   | 2                                                                                   | 7                                                                                   |                                                                                     |   |   |   |
| Research Affairs/Österreich                                                           | 2017-09-21        | 24                                                                                  | 33                                                                                  | 25                                                                                  | 6                                                                                   | 6                                                                                   | 4                                                                                   | –                                                                                   | 2                                                                                   | 8                                                                                   |                                                                                     |   |   |   |
| Research Affairs/Österreich                                                           | 2017-09-14        | 24                                                                                  | 33                                                                                  | 25                                                                                  | 5                                                                                   | 5                                                                                   | 5                                                                                   | 1                                                                                   | 2                                                                                   | 8                                                                                   |                                                                                     |   |   |   |
| IMAS/Kronen Zeitung                                                                   | 2017-09-11        | 23                                                                                  | 34                                                                                  | 24                                                                                  | 8                                                                                   | 4                                                                                   | 4                                                                                   | –                                                                                   | 3                                                                                   | 10                                                                                  |                                                                                     |   |   |   |
| OGM/Kurier                                                                            | 2017-09-09        | 25                                                                                  | 33                                                                                  | 25                                                                                  | 5                                                                                   | 5                                                                                   | 5                                                                                   | –                                                                                   | 2                                                                                   | 8                                                                                   |                                                                                     |   |   |   |
| Market/Standard                                                                       | 2017-09-06        | 26                                                                                  | 33                                                                                  | 24                                                                                  | 4                                                                                   | 5                                                                                   | 5                                                                                   | –                                                                                   | 3                                                                                   | 7                                                                                   |                                                                                     |   |   |   |
| Research Affairs/Österreich                                                           | 2017-09-06        | 24                                                                                  | 33                                                                                  | 24                                                                                  | 6                                                                                   | 5                                                                                   | 5                                                                                   | 1                                                                                   | 2                                                                                   | 9                                                                                   |                                                                                     |   |   |   |
| Research Affairs/Österreich                                                           | 2017-08-31        | 23                                                                                  | 33                                                                                  | 24                                                                                  | 7                                                                                   | 5                                                                                   | 5                                                                                   | 1                                                                                   | 2                                                                                   | 9                                                                                   |                                                                                     |   |   |   |
| Unique Research/Heute Archivado el 23 de septiembre de 2017 en Wayback Machine.       | 2017-08-30        | 24                                                                                  | 33                                                                                  | 23                                                                                  | 6                                                                                   | 5                                                                                   | 5                                                                                   | 2                                                                                   | 2                                                                                   | 9                                                                                   |                                                                                     |   |   |   |
| Unique Research/profil                                                                | 2017-08-25        | 25                                                                                  | 33                                                                                  | 23                                                                                  | 4                                                                                   | 6                                                                                   | 6                                                                                   | –                                                                                   | 3                                                                                   | 8                                                                                   |                                                                                     |   |   |   |
| Research Affairs/Österreich                                                           | 2017-08-23        | 22                                                                                  | 33                                                                                  | 23                                                                                  | 7                                                                                   | 5                                                                                   | 6                                                                                   | 2                                                                                   | 2                                                                                   | 10                                                                                  |                                                                                     |   |   |   |
| Resultados de la elección del 2013                                                    | 2013-09-29        | 26.8                                                                                | 24.0                                                                                | 20.5                                                                                | 12.4                                                                                | 5.0                                                                                 | n.c.                                                                                | n.c.                                                                                | 11.3                                                                                | 2.8                                                                                 |                                                                                     |   |   |   |

## Resultados
| Partido                                                                      | Partido                                  | Votos     | %    | Escaños | +/–   |
| ---------------------------------------------------------------------------- | ---------------------------------------- | --------- | ---- | ------- | ----- |
|                                                                              | Partido Popular Austríaco (ÖVP)          | 1,595,526 | 31.5 | 62      | +15   |
|                                                                              | Partido Socialdemócrata de Austria (SPÖ) | 1,361,746 | 26.9 | 52      | 0     |
|                                                                              | Partido de la Libertad de Austria (FPÖ)  | 1,316,442 | 26.0 | 51      | +11   |
|                                                                              | NEOS – La Nueva Austria (NEOS)           | 268,518   | 5.3  | 10      | +1    |
|                                                                              | Lista Peter Pilz (PILZ)                  | 223,543   | 4.4  | 8       | Nuevo |
|                                                                              |                                          |           |      |         |       |
|                                                                              | Los Verdes-La Alternativa Verde          | 192,638   | 3.8  | 0       | –24   |
|                                                                              | ¡Mi Voto Cuenta!                         | 48,234    | 0.9  | 0       | Nuevo |
|                                                                              | Partido Comunista de Austria             | 36,689    | 0.8  | 0       | 0     |
|                                                                              | Los Blancos                              | 9.167     | 0.2  | 0       | Nuevo |
|                                                                              | Lista Libre de Austria                   | 8.889     | 0.2  | 0       | Nuevo |
|                                                                              | Nuevo Movimiento por el Futuro           | 2,724     | 0.1  | 0       | Nuevo |
|                                                                              | Sin Hogar en Política                    | 761       | 0.0  | 0       | Nuevo |
|                                                                              | Partido de Izquierda Socialista          | 713       | 0.0  | 0       | 0     |
|                                                                              | Partido de la Salida de la UE            | 693       | 0.0  | 0       | 0     |
|                                                                              | Partido Cristiano de Austria             | 425       | 0.0  | 0       | 0     |
|                                                                              | Partido de los Hombres                   | 221       | 0.0  | 0       | 0     |
|                                                                              | Votos nulos/blancos                      | 50,952    | –    | –       | –     |
| Total                                                                        | Total                                    | 5,083,348 | 100  | 183     | 0     |
| Registrados/participación                                                    | Registrados/participación                | 6,400,993 | 80.0 | –       | –     |
| Fuente: Ministerio del Interior de Austria (resultados con votos por correo) |                                          |           |      |         |       |